# Cubach (Adelsgeschlecht)

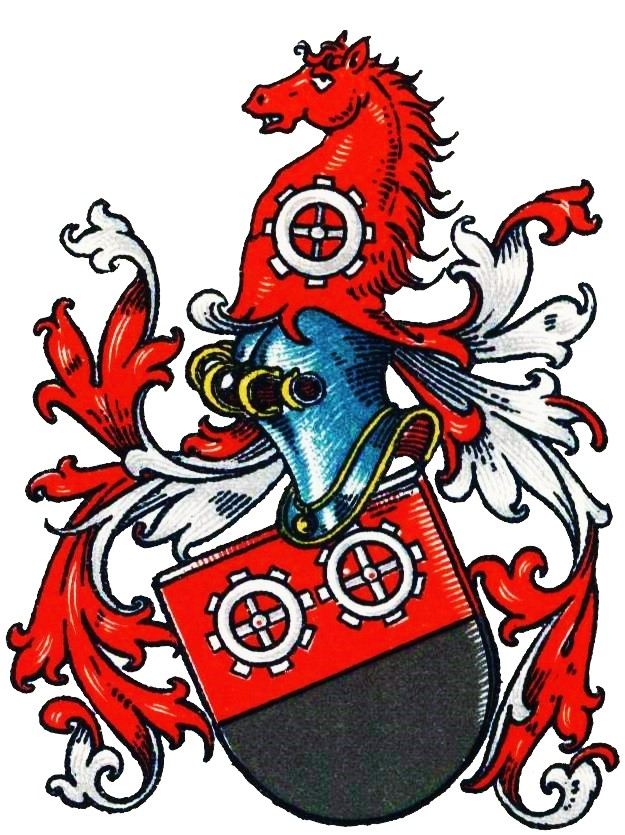
Wappen derer von Cubach im Wappenbuch des Westfälischen Adels

Cubach (auch: Kubach, Cubeck(e), Cubik o. ä.) ist der Name eines westfälischen Adelsgeschlechts.

## Geschichte
Bei der Familie handelt es sich um ein namhaftes Soester Patrizier- und Stadtadelsgeschlecht. Es war wohl ländlichen Ursprungs und erscheint in Soest erstmals im Jahr 1300 mit Hermann Cubach, der 1310 als Richter, ab 1318 als Ratsherr und zwischen 1324 und 1326 als Bürgermeister auftritt. Seine Nachkommen gehörten zum Soester Stadtpatriziat und waren im 14. Jahrhundert im Handel tätig, so dass sie sogar Vertreter in Reval hatten. Über fünf Generationen hinweg konnten die Cubachs die erste Ratswürde in Soest vom Vater auf den Sohn weitergeben. Insgesamt hatten sechs Familienmitglieder das Soester Bürgermeisteramt inne. Besitz hatte die Familie hauptsächlich in und um Soest, z. B. das Rittergut Sassendorf (urkundl. 1600–1636). Außerdem gehörte die Familie über Jahrhunderte hinweg zur Sassendorfer Sälzergenossenschaft.
In der zweiten Hälfte des 16. Jahrhunderts teilte sich das Geschlecht in zwei größere Linien, von denen die ältere Linie am 28. Oktober 1686 mit dem Tod von Franz Ottmar von Cubach im Mannesstamm erlosch. Die Erbtochter, Ottilie Catharina von Cubach († 1720), vermählte sich 1691 mit Johann Gottfried Freiherr von Bockum gen. Dolffs (1644–1706), wodurch Sassendorf, das zuvor durch Sibylla von Bockum gen. Dolffs, verheiratet mit Dietrich/Theodor von Cubach an die Cubach gefallen war, nun wieder an die Familie Bockum gen. Dolfs zurückfiel. Am 16. Dezember 1724 verstarb Catharina Elisabeth von Cubach, Wittwe Hane, 82-jährig in Dortmund.
Von der jüngeren Linie haben mehrere Familienmitglieder bis in die erste Hälfte des 19. Jahrhunderts in der königlich-preußischen Armee gedient. 1759 ein Leutnant von Cubach beim Infanterie-Regiment Schenkendorf, dann 1794 ebenfalls ein Leutnant von Cubach im Dragoner-Regiment Lottum. 1806 standen zwei Brüder von Cubach im preußischen Dienst. Der Ältere zunächst im Regiment von Schenck zu Hamm, 1826 dann als Kapitän im 14. Infanterie-Regiment. Er starb am 16. Februar 1848 als königlich-preußischer Major. Der jüngere Bruder diente zunächst im Dragoner-Regiment König von Bayern, später als Rittmeister beim 8. Landwehr-Regiment. Er trat 1820 als Major in den Pensionsstand. Und schließlich gab es 1839 einen Leutnant von Cubach im 14. Landwehr-Regiment.
Die Familie erlosch vermutlich Ende des 19. Jahrhunderts, denn Friedrich von Cubach (* 1814) lebte noch 1880.

## Persönlichkeiten
- Hermann von Cubach, Soester Bürgermeister 1324–1326
- Johann von Cubach († 1504), Soester Bürgermeister 1491–1493, 1495–1497
- Johann von Cubach († 1552), Soester Bürgermeister 1535–1537, 1539–1541, 1542–1544, 1545–1547, 1549–1551, Sohn von Johann von Cubach († 1504)
- Dietrich von Cubach († 1602), Soester Bürgermeister 1584–1586, 1587–1589, 1591–1593, 1595–1597, 1599–1601, Sohn von Johann von Cubach († 1552)
- Dietrich von Cubach († 1634), Soester Bürgermeister 1620–1622, 1624–1626, 1627–1629, 1630–1632, 1633–1634, Sohn von Dietrich von Cubach († 1602)
- Franz von Cubach (1610–1686), Soester Bürgermeister 1661–1663, 1679–1681, 1683–1685, 1686, Sohn von Dietrich von Cubach († 1634)

## Wappen
Blasonierung: Geteilt, oben in Rot zwei silberne Kammräder nebeneinander, unten schwarz. Auf dem Helm ein roter Pferdekopf, dessen Hals mit einem silbernen Kammrad belegt ist. Die Helmdecken sind rot-silbern.
Anton Fahne spricht abweichend von Mühlrädern. Mülverstedt kennt keine Tingierung und beschreibt die Helmzier des gekrönten Helms als „Kopf und Hals eines Löwen“.